# الرحلة الأصعب
الرحلة الأصعب هو كتاب سيرة ذاتية صدر عن دار الشروق بعمان عام 1993 من تأليف الشاعرة الفلسطينية فدوى طوقان، ويتناول حياتها تحت الاحتلال الإسرائيلي خلال فترة ما بعد نكسة 5 يونيو (حزيران) عام 1967، وحتى الانتفاضة الفلسطينية الأولى في عام 1987.

## الموضوع
يُعتبر كتاب الرحلة الأصعب بمثابة تكملة لكتاب رحلة جبلية رحلة صعبة الذي بدأت فيه الشاعرة فدوى طوقان سرد وقائع حياتها وسيرتها الذاتية كامرأة عربية فلسطينية، والذي نُشر لأول مرة عام 1985 عن دار الشروق بعمان. تبدأ الأحداث في كتاب الرحلة الأصعب بسقوط الضفة الغربية من فلسطين في أيدي الاحتلال الإسرائيلي عقب حرب الخامس من يونيو (حزيران) عام 1967، وتصف الكاتبة كيف كانت حياة العائلات العربية والفلسطينية في المناطق المحتلة الواقعة في الضفة الغربية والضفة الشرقية لنهر الأردن عقب ذلك الاحتلال، كما تحكي عن لقاءها بوزير الدفاع الإسرائيلي السابق موشي دايان لمرتين كانت أولاهما في منزله بتل أبيب، ثم كانت المرة الثانية في مدينة القدس، إلى جانب لقاءها بالعديد من الشخصيات اليهودية الأخرى أمثال المحامية اليهودية فيليتسيا لانغر والاديب والشاعر اليهودي مردخاي ابي شاؤول والكاتب يوسف الغازي والصحفي اريك رولو في محاولة للبحث عن سبل للتقارب ما بين الإسرائيليين والفلسطينيين، ولقاءها بعدد من المثقفين الفلسطينيين أمثال محمود درويش وسميح القاسم وتوفيق زياد وسالم جبران وإميل حبيبي واميل توما وصليبا خميس وعلي عاشور وغيرهم. تتطرق الكاتبة أيضًا إلى بعض قصائدها، فتذكر مناسبات ودواقع كتابتها لها.
ترجم كتاب الرحلة الأصعب إلى عدة لغات كان من بينها اللغة الفرنسية.